# Теодосиева колона
Теодосиевата колона, или Теодосиеви обелиск, представлява висока гранитна колона на египетски обелиск, пренесен в Константинопол от император Теодосий I (379 – 395) през 390 г.
Големият монолитен блок от розов гранит бил издигнат от фараона Тутмос III през 1454 г. пр. Хр. в Хелиополис. Висок 19,5 метра, той бил поставен в средата на столичния Хиподрум върху четири медни куба. В основата му били поставени барелефи, които показват различни исторически събития като историята на неговото пренасяне в столицата, императорското семейство Теодосий I, Елия Флацила и синовете им Аркадий и Хонорий, подвизите на императора, сцени от придворния живот, сцени от игрите на хиподрума, заселването на готите и други. Освен това по обелиска имало неразбираеми за византийците йероглифи, които били тълкувани от най-различни шарлатани. Император Алексий V Дука Мурзуфул (5 февруари – 12 април 1204) бил екзекутиран от кръстоносците на Четвъртия кръстоносен поход, които го хвърлят от Теодосиевата колона, тъй като имало предание, че така щял да умре последният византийски император.
Днес обелискът се намира на големия площад „Ат-мегдан“ в Истанбул пред джамията „Султан Ахмед“.